# Асанбеков, Толонбай
Толонбай Асанбеков (кирг. Төлөнбай Асанбеков; 1925 год, с. Конорчок — 1998 год, Нарын, Ак-Талинский район, Нарынская область) — коневод, заведующий коневодческой фермой колхоза «Кон-Орчек» Акталинского района Тянь-Шаньской области, Киргизская ССР. Герой Социалистического Труда (1948).

## Биография
Родился в 1925 году в крестьянской семье в селе Конорчок.
Участвовал в Великой Отечественной войне. После демобилизации возвратился в родное село.
С 1945 года — заведующий конефермой колхоза «Кон-Орчек» Ак-Талинского района. В 1947 году на ферме, которой руководил Толонбай Асанбеков, было выращено 84 жеребят от 84 кобыл. Указом Президиума Верховного Совета СССР от 15 сентября 1948 года удостоен звания Героя Социалистического Труда с вручением ордена Ленина и золотой медали «Серп и Молот».
После выхода на пенсию проживал в городе Нарын. С 1985 года — персональный пенсионер союзного значения.
Скончался в 1998 году.
Память
В селе Баетово установлен бюст Толонбая Асанбекова.